# Segolena
Segolena, Zygolena – imię żeńskie pochodzenia germańskiego, pierwotnie stanowiące spieszczoną formę Zyglindy (Seglinde //Siglinde), imienia złożonego z członów sig – "zwycięstwo" i lind – "tarcza ochronna". Patronką tego imienia jest św. Segolena (Zygolena), ksieni z Troclar (w pobliżu Albi).
Segolena, Zygolena imieniny obchodzi 24 lipca.
Znane osoby noszące to imię: 
- Ségolène Royal, francuska polityk, kandydatka w wyborach prezydenckich w 2007 roku.